# Ryan Brathwaite
Ryan Brathwaite (Bridgetown, 6 giugno 1988) è un ostacolista barbadiano, specializzato nei 60 e 110 metri ostacoli.
In carriera è stato campione mondiale dei 110 m ostacoli a Berlino 2009.

## Biografia
Si mette in luce nel 2005 ai Mondiali allievi di Marrakech vincendo l'argento nei 110 metri ostacoli. Nel 2007 e 2008 raggiunge le semifinali della sua specialità sia ai Mondiali di Osaka che ai Giochi olimpici di Pechino.
Il 20 agosto 2009 vince i 110 ostacoli ai Campionati del mondo di Berlino con il tempo di 13"14. Prima di tale gara la sua migliore prestazione era di 13"38, tempo fatto segnare in batteria durante i Giochi olimpici di Pechino. Quella di Berlino è la prima medaglia d'oro vinta da un atleta di Barbados: solo Obadele Thompson in precedenza aveva ottenuto medaglie mondiali per la nazione caraibica.
Il 27 luglio 2012 è stato portabandiera per Barbados alla cerimonia di apertura dei Giochi della XXX Olimpiade a Londra.

## Record nazionali

### Seniores
- 110 metri ostacoli: 13"14 ( Berlino, 20 agosto 2009 -  Saint-Denis, 6 luglio 2013)

## Palmarès
| Anno | Manifestazione          | Sede           | Evento   | Risultato  | Prestazione | Note             |
| ---- | ----------------------- | -------------- | -------- | ---------- | ----------- | ---------------- |
| 2005 | Mondiali allievi        | Marrakech      | 110 m hs | Argento    | 13"44       |                  |
| 2006 | Mondiali juniores       | Pechino        | 110 m hs | Batteria   | dq          |                  |
| 2007 | Giochi panamericani     | Rio de Janeiro | 110 m hs | 4º         | 13"70       |                  |
| 2007 | Mondiali                | Osaka          | 110 m hs | Semifinale | 13"87       |                  |
| 2008 | Campionati CAC          | Cali           | 110 m hs | 4º         | 13"66       |                  |
| 2008 | Giochi olimpici         | Pechino        | 110 m hs | Semifinale | 13"59       |                  |
| 2009 | Campionati CAC          | L'Avana        | 110 m hs | Argento    | 13"31       |                  |
| 2009 | Mondiali                | Berlino        | 110 m hs | Oro        | 13"14       | Record nazionale |
| 2010 | Giochi CAC              | Mayagüez       | 110 m hs | Oro        | 13"39       |                  |
| 2011 | Mondiali                | Taegu          | 110 m hs | Batteria   | 13"57       |                  |
| 2012 | Giochi olimpici         | Londra         | 110 m hs | 5º         | 13"40       |                  |
| 2013 | Mondiali                | Mosca          | 110 m hs | Semifinale | 13"64       |                  |
| 2014 | Giochi del Commonwealth | Glasgow        | 110 m hs | 5º         | 13"63       |                  |

## Altre competizioni internazionali
2009
- Oro alla World Athletics Final ( Salonicco), 110 m hs - 13"16